# Hazza Al Mansouri
Hazza Al Mansouri (en árabe: هزاع ٱلمنصوري, romanizado: Hazzā' Al-Mansuri, apellido también se escribe "Al Mansoori", nombre completo Hazza Ali Abdan Khalfan Al Mansouri (هزاع علي عبدان خلفان ٱلمنصوري)) es uno de los dos astronautas de la primera promoción del MBRSC de los Emiratos Árabes Unidos. El 25 de septiembre de 2019 se lanzó a bordo de la nave espacial Soyuz MS-15 a la Estación Espacial Internacional, donde permaneció durante ocho días, siendo su reserva el otro astronuata de la promoción, Sultan Al Neyadi. 
Hazzaa regresó a la Tierra en la nave espacial rusa Soyuz MS-12 el 3 de octubre junto al astronauta de la NASA Nick Hague y el cosmonauta de Roscosmos Alekséi Ovchinin.